# سرهات
احمد سرهات حاجی‌پاشالی‌اوغلو (زادهٔ ۲۴ اکتبر ۱۹۶۴)، ملقب به سرهات، خواننده، مجری و تهیه‌کنندهٔ اهل ترکیه است.
سرهات در استانبول متولد شد و فعالیت خود را در زمینهٔ تهیه‌کنندگی با تأسیس شرکت خود اند پروداکشنز (End Productions) در سال ۱۹۹۴ آغاز نمود. در همان سال، مسابقه اطلاعات عمومی ریزیکو! (!Riziko) که نسخه ترکی مسابقه آمریکایی "!Jeopardy" می‌باشد را به تهیه‌کنندگی و مجری‌گری خود آغاز کرد. در سال ۱۹۹۷ با اولین تک‌آهنگش "Rüya-Ben Bir Daha" پا به عرصهٔ موسیقی گذاشت. در کنار تهیه‌کنندگی و مجری‌گری، وی فعالیت خود را در زمینهٔ موسیقی ادامه داد و تک‌آهنگ‌های "Total Disguise" (با همخوانی ویکتور لازلو) در سال ۲۰۰۴، "Chocolate Flavour" در سال ۲۰۰۶، "I Was So Lonely", "No No Never (Moscow-Istanbul)" و "Ya + Ti" (هر سه با همخوانی تامارا گوردسیتلی) در سال ۲۰۰۸ و "Je M'Adore" در سال ۲۰۱۴ را منتشر کرد. او سن مارینو را در مسابقه آواز یوروویژن در سال ۲۰۱۶ در استکهلم نمایندگی کرد.
او همچنین در مسابقه آواز یوروویژن ۲۰۱۹ نماینده سن مارینو بود.

## اوایل زندگی و تحصیلات
سرهات در ۲۴ اکتبر ۱۹۶۴ در استانبول، ترکیه به دنیا آمد. پدر وی، اسماعیل حقی، افسر نیروی دریایی بود که همانند مادرش در ترابزون زاده شده بود. وی دوران ابتدایی خویش را در مدرسه ای واقع در اسکودار سپری نمود، سپس در مدرسهٔ خصوصی آلمانی‌ها (Deutsche Schule Istanbul) در بی‌اوغلو ادامه تحصیل داد. در نهایت در سال ۱۹۸۸ از دانشکده دندان‌پزشکی دانشگاه استانبول فارغ‌التحصیل گردید. در سال ۱۹۹۰ دورهٔ خدمت وظیفه عمومی سربازی خود را در بوردور به پایان رسانید.

## حرفه

### تلویزیون و رویدادها
سرهات در سال ۱۹۹۴ شرکت خود «اند پروداکشنز» (End Productions) را تأسیس کرد. طی توافقی با شبکهٔ تلویزیونی TRT 1، این شرکت تهیه‌کنندگی مسابقه اطلاعات عمومی !Riziko که نسخهٔ ترکی مسابقهٔ آمریکایی !Jeopardy است را انجام داد. سرهات مجری‌گری این برنامه که از سوم اکتبر ۱۹۹۴ آغاز به پخش کرد را نیز انجام می‌داد. در سال ۱۹۹۵ او دو جایزهٔ پروانهٔ طلایی را در دو ردهٔ «بهترین مجری مرد سال» و «بهترین مسابقه اطلاعات عمومی» را برای !Riziko دریافت کرد. در ۱۹۹۶ وی بار دیگر جایزه «بهترین مسابقه اطلاعات عمومی» را از آن خود کرد. این برنامه پس از ۴۳۰ قسمت در اواخر ۱۹۹۶ خاتمه یافت. در سال ۱۹۹۶ مسابقهٔ تلویزیونی هدف ۴ (Hedef 4) که نسخهٔ ترکی "Connect Four" است در شبکه تلویزینی TRT 1 به تهیه‌کنندگی "اند پروداکشنز" (End Productions) آغاز به پخش کرد. سرهات در سال ۱۹۹۷ تهیه‌کنندگی مسابقه Altına Hücum که نسخه ترکی مسابقه "Midas Touch" بود را در Kanal 6 برعهده گرفت که پس از ۷۲ قسمت در همان سال پایان یافت. در سال ۱۹۹۸ !Riziko با مجری‌گری سرهات مجدداً به صحنه تلویزیون بازگشت. در همان سال برنامه هدف ۴ (Hedef 4) نیز در Kanal 7 آغاز به پخش نمود و در سال بعد پایان یافت. !Riziko در سال ۱۹۹۹ پایان یافت و در همان سال سرهات مجری‌گری برنامه بحث و سرگرمی «همراه با سرهات بدون ریزیکو» (Serhat'la Rizikosuz) را آغاز کرد که پس از ۶ قسمت به اتمام رسید. پس از چند ماه !Riziko در Kanal 7 در سال ۲۰۰۰ آغاز به پخش کرد و ۶۵ قسمت ادامه یافت. در سپتامبر ۲۰۰۵ مجری‌گری تاک شوی "Kalimerhaba" را با همراهی کاترینا موتساتسو (Katerina Moutsatsou) در شو تی‌وی انجام داد که تهیه‌کنندگی این برنامه نیز برعهدهٔ "اند پروداکشنز" (End Productions) بود. در اواخر سال ۲۰۰۹، سرهات ارکستر رقصی هجده نفره به نام "Caprice the Show" را گرد هم آورد که اجراهای متعددی در سال بعد برگزار کردند.
سرهات با شرکت خود برگزاری و تهیه‌کنندگی برنامه‌هایی همچون مسابقه موسیقی دبیرستان‌ها (Liselerarası Müzik Yarışması، از ۱۹۹۸ تاکنون)، مسابقه بین‌المللی آهنگ کشورهای مدیترانه با نام «مگاهیت» (Megahit-Uluslararası Akdeniz Şarkı Yarışması، از ۲۰۰۲ تا ۲۰۰۴) و ماراتون رقص (Dans Maratonu، مسابقه رقص بین دبیرستان‌ها و دانشگاه‌ها به صورت مجزا، از ۲۰۰۹ تاکنون) را برعهده دارد.

#### تهیه‌کنندگی
| مجموعه              | شبکه          | سال                  | سمت  | سمت       | شرح                                               |
| مجموعه              | شبکه          | سال                  | مجری | تهیه‌کننده | شرح                                               |
| ------------------- | ------------- | -------------------- | ---- | --------- | ------------------------------------------------- |
| Riziko!             | TRT 1 Kanal 7 | ۱۹۹۴–۹۶ ۱۹۹۸–۹۹ ۲۰۰۰ | آری  | آری       |                                                   |
| Hedef 4             | TRT 1 Kanal 7 | ۱۹۹۶–۹۸ ۱۹۹۸–۹۹      | نه   | آری       |                                                   |
| Altına Hücum        | Kanal 6       | ۱۹۹۷                 | نه   | آری       |                                                   |
| Serhat'la Rizikosuz | Kanal 7       | ۱۹۹۹                 | آری  | آری       |                                                   |
| Kalimerhaba         | Show TV       | ۲۰۰۵                 | آری  | آری       | مجری همراه کاترینا موتساتسو (Katerina Moutsatsou) |

### حرفه موسیقی
سرهات فعالیت موسیقی خود را در سال ۱۹۹۷ با آهنگ‌های "Rüya" و "Ben Bir Daha" آغاز کرد. در سال ۲۰۰۵ تک‌آهنگ "Total Disguise" را با همخوانی خوانندهٔ فرانسوی ویکتور لازلو منتشر کرد. شعر و آهنگ این ترانه توسط اولجایتو احمد تویسوز (Olcayto Ahmet Tuğsuz) نوشته شد و به هر دو زبان انگلیسی و فرانسوی اجرا و منتشر گردید. در سال ۲۰۰۵ ترانهٔ "Chocolate Flavour" را ضبط کرد که همزمان با "Total Disguise" در یونان منتشر گردید. در سال ۲۰۰۸ با همکاری خوانندهٔ روسی-گرجی تامارا گوردسیتلی (Tamara Gverdtsiteli) تک‌آهنگ‌های "I Was So Lonely", "No No Never (Moscow-Istanbul)" و "Ya + Ti" (نسخهٔ روسی ترانهٔ "Total Disguise") را ضبط کردند. این قطعات به صورت تک‌آهنگ و بعداً در آلبوم گوردسیتلی با نام Vozdushiy Potsyelui در سال ۲۰۰۸ منتشر گردیدند.
سرهات در سال ۲۰۱۴ در فرانسه و آلمان شروع به فعالیت کرد. وی تک‌آهنگ پنجم خود را که یک ترانهٔ فرانسوی است با نام "Je M'Adore" را روانهٔ بازار کرد که نماهنگ آن به کارگردانی تیری ورگنس (Thierry Vergnes) در پاریس ساخته شد. "Je M'Adore" در رتبه‌بندی‌های جهانی به جایگاه چشمگیری دست یافت از جمله رتبهٔ اول برای ۵ هفته در یک ردهٔ Deutsche DJ Black/Pop Charts, رتبهٔ اول در Black 30، رتبهٔ دوم در British Dance Charts, رتبهٔ هشتم در French Dance Charts و رتبهٔ نهم در Swiss Dance Charts. در ۱۲ ژانویهٔ ۲۰۱۶ رادیو و تلویزیون سن مارینو اعلام کرد که سرهات این کشور را در مسابقه آواز یوروویژن در سال ۲۰۱۶ در استکهلم نمایندگی خواهد کرد.

#### دیسکوگرافی

##### تک‌آهنگ‌ها
- ۱۹۹۷: "Rüya-Ben Bir Daha"
- ۲۰۰۴: "Total Disguise" (با همخوانی ویکتور لازلو)
- ۲۰۰۶: "Chocolate Flavour"
- ۲۰۰۸: "I Was So Lonely-No No Never" (با همخوانی تامارا گوردسیتلی)
- ۲۰۱۴: "Je M'Adore"

### دیگر فعالیت‌ها
سرهات از سال ۲۰۱۰ مدیر مؤسسهٔ فارغ التحصیلان دبیرستان خصوصی آلمانی‌ها در استانبول (آلمانی:Verein der Ehemaligen Schüler der Deutschen Schule Istanbul) گردید و از سال ۲۰۱۳ به عنوان عضو هیئت مدیرهٔ انجمن مدیریت مدارس آلمانی در استانبول (آلمانی: Verein zum Betrieb der Deutschen Schule Istanbul) منصوب شد.

## جوائز و افتخارات
| سال  | جایزه              | دسته‌بندی                    | عنوان   | نتیجه |
| ---- | ------------------ | --------------------------- | ------- | ----- |
| ۱۹۹۵ | جوایز پروانهٔ طلایی | بهترین مجری مرد سال         | ریزیکو! | برنده |
| ۱۹۹۵ | جوایز پروانهٔ طلایی | بهترین مسابقه اطلاعات عمومی | ریزیکو! | برنده |
| ۱۹۹۶ | جوایز پروانهٔ طلایی | بهترین مسابقه اطلاعات عمومی | ریزیکو! | برنده |

- ۱۹۹۸: جایزهٔ بزرگ مجری‌گری عادلانه از کمیتهٔ ملی المپیک ترکیه[۳۸]
- ۲۰۰۳: حلقه طلایی رسانه انتقالی سالانه دوستی از فدراسیون بین‌المللی سازمان جشنواره[۳۹]
- ۲۰۰۴: کلید طلایی شهر اسکندریه[۳۹][۴۰]